# SC Dnipro-1
El Sport Club Dnipro-1, o simplemente SC Dnipro-1 (en ucraniano: Спортивний клуб «Дніпро-1»), fue un club de fútbol profesional con sede en la ciudad de Dnipró, Ucrania. El club fue fundado el 10 de marzo de 2017 y jugó en la Liga Premier de Ucrania, la primera división del fútbol ucraniano, hasta la temporada 2023/24.

## Historia

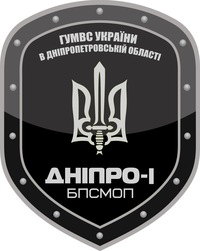
Emblema del destacamento de patrulla especial de la policía "Dnipro-1", Ministerio del Interior en Óblast de Dnipropetrovsk

Los dueños del club son Maksym Bereza y Hennadiy Polonskyi. El club adoptó un emblema similar al destacamento de patrulla especial de la policía de Dnipro-1 que solía ser dirigido por Yuriy Bereza, que representa el tryzub de Lisovskyi. No es el sucesor del FC Dnipro aunque sí tomó todo lo relacionado con su infraestructura incluyendo su academia.
En una conferencia de la Liga de Fútbol Profesional de Ucrania el 21 de junio de 2017, se revisó un problema de admisión del club SC Dnipro-1 al PFL. El club no ha estado participando en el campeonato entre aficionados que es requerido por la regulación. Ese hecho no detuvo a los delegados de la conferencia, 25 de los cuales votaron por admitir al club en PFL. Para ser justos, el recientemente revivido NK Veres Rivne que participó en la Liga Premier de Ucrania 2017-18 tampoco participó en una competencia de aficionados antes de ser readmitido a profesionales. Antes de votar sobre el tema, el presidente honorario del club, Yuriy Bereza, pronunció un discurso declarando que el club tiene su propia escuela deportiva con más 300 atletas, tiene acuerdos con los estadios Meteor y Dnipro, también afirmó que el asistente más cercano de Bereza es el futbolista internacional ucraniano Roman Zozulia, quien supuestamente fue el iniciador principal en la creación del club. Bereza también aseguró a la audiencia que el club cuenta con el apoyo del Regimiento Dnipro-1, los ultras locales y la comunidad de la ciudad en general. Algunos medios de comunicación ucranianos (como UNIAN) anunciaron que el club es el sucesor del FC Dnipro.
El 6 de julio de 2017, se anunció que SC Dnipro-1 también adoptaría la escuela de fútbol del FC Dnipro. El mismo día, el SC Dnipro-1 anunció su equipo para la próxima temporada de la segunda división ucraniana 2017-18, con varios futbolistas conocidos en Ucrania como Yevhen Cheberyachko, Serhiy Krávchenko y muchos otros.
Su primer juego oficial del club se llevó a cabo el 9 de julio de 2017 fue local ante FC Bukovyna Chernivtsi partido correspondiente a la Copa de Ucrania 2017-18. Su primer juego oficial de la liga se jugó el 15 de julio de 2017 como local ante FC Metalist 1925 Járkov partido de la Segunda división ucraniana 2017-18. Esa temporada, Dnipro-1 se convirtió en el segundo club en la historia de la Copa de Ucrania que alcanzó las semifinales mientras competía en la tercera división y también ganó la promoción al colocarse en el primer lugar en su grupo.
En la tempoda 2023–24 el SC Dnipro-1 fue subcampeón de la UPL y obtuvo un anti-récord al ser eliminado de las tres competiciones europeas en un lapso de un mes.
La FIFA le prohibió fichajes al club en el receso invernal de la temporada 2023–2024 debido a las negociaciones legales del club con el que fuera su entrenador Igor Jovicevic. En adición al caso de Jovicevic, Oleksandr Kucher admitió que el club tampoco le pagó lo que le debía, pero el no llegó a reclamar ante entidades internacionales.
El club desapareció el 22 de julio de 2024 tras declararse en bancarrota.

## Palmarés

### Torneos nacionales
- Copa de Ucrania :
- Semifinales (2): 2017–18, 2018–19.
- Persha Liha (1): 2018-19.
- Druha Liha (1):
- Subcampeones (1): 2017–18.

## Participación en competiciones de la UEFA
| Temporada | Torneo                        | Ronda             | Club             | Casa      | Visita   | Global   |
| --------- | ----------------------------- | ----------------- | ---------------- | --------- | -------- | -------- |
| 2022–23   | UEFA Europa League            | Playoff           | AEK Larnaca      | 1–2       | 0–3      | 1–5      |
| 2022–23   | UEFA Europa Conference League | Grupo E           | AZ               | 0–1       | 1–2      | 2° Lugar |
| 2022–23   | UEFA Europa Conference League | Grupo E           | Apollon Limassol | 1–0       | 3–1      | 2° Lugar |
| 2022–23   | UEFA Europa Conference League | Grupo E           | Vaduz            | 2–2       | 2–1      | 2° Lugar |
| 2022–23   | UEFA Europa Conference League | Knockout playoff  | AEK Larnaca      | 0–0       | 0–1      | 0–1      |
| 2023–24   | UEFA Champions League         | 2° Clasificatoria | Panathinaikos    | 1–3       | 2–2      | 3–5      |
| 2023–24   | UEFA Europa League            | 3° Clasificatoria | Slavia Praga     | 1–1       | 0–3      | 2–5      |
| 2023–24   | UEFA Europa Conference League | Playoff           | Spartak Trnava   | 1–2 (aet) | 1–1      | 2–3      |
| 2024–25   | UEFA Conference League        | 2° Clasificatoria | Puskás Akadémia  | 0–3 awd.  | 0–3 awd. | 0–6      |